# Un épisode international
Un épisode international (An International Episode) est une longue nouvelle d'Henry James, parue en décembre 1879 dans le Cornhill Magazine de Londres, et reprise en volume l’année suivante chez Harper, New York.
Plus léger que Daisy Miller, la nouvelle Un épisode international en constitue le pendant et traite aussi du thème international, sujet jamesien par excellence qui étudie les rapports entre la sociéte européenne et celle du Nouveau Monde.

## Résumé
Lord Lambeth, jeune et beau aristocrate britannique, vient pour la première fois en sol américain. Accompagné de Mr Percy Beaumont, il désire voir toutes les curiosités de la Côte Est des États-Unis et fréquenter, bien entendu, les meilleurs établissements et la plus haute société du cru. 
Les deux gentlemen descendent ainsi dans un hôtel de New York pourvu de toutes les commodités modernes, puis sont les invités d’un cercle de riches Yankee de Newport, banlieue cossue du Rhode Island, où s’élèvent de magnifiques demeures. Ils font également la connaissance des sœurs Alden, et Lord Lambeth tombe amoureux de la plus belle, Bessie, au point de vouloir l’épouser. Or, bien qu’il soit riche et titré, Lord Lambeth est un homme à l’intelligence limitée et sa fréquentation distille une tenace impression d’ennui.
Par ailleurs, Percy Beaumont est plus qu’un simple compagnon de voyage, il se révèle aussi un chaperon mandaté par la famille Lambeth pour signaler tout écart du jeune héritier pendant son séjour en Amérique. Aussi envoie-t-il bientôt une lettre à la duchesse qui s’empressera de remettre les choses en place, sans se douter qu’elle libère ainsi la pauvre Bessie d’un soupirant aimable, mais importun.

## Traductions françaises
- Un épisode international, traduit par Sylvie Rozenker, Toulouse, Éditions Ombres, 1987 ; réédition, Paris, Payot & Rivages, coll. « Rivages poche » no 97, 1993
- Un épisode international, traduit par Jean Pavans, dans Nouvelles complètes, tome II, Paris, Éditions de la Différence, 1992 ; réédition dans Le Siège de Londres, et cinq autres nouvelles, Paris, La Différence, coll. « Minos », 2011
- Un épisode international, traduit par Catherine Pappo-Musard, dans Nouvelles complètes, tome II, Paris, Gallimard, coll. « Bibliothèque de la Pléiade », 2003

## Sources
- Tales of Henry James: The Texts of the Tales, the Author on His Craft, Criticism sous la direction de Christof Wegelin et Henry Wonham (New York: W.W. Norton & Company, 2003)  (ISBN 0-393-97710-2)
- The Tales of Henry James par Edward Wagenknecht (New York: Frederick Ungar Publishing Co., 1984)  (ISBN 0-8044-2957-X)